# 青春事情
青春事情（せいしゅんじじょう）は、日本の劇団。東京都立駒場高校の演劇部が母体となり結成。
総合演出の松本悠が代表を務めている。松本の他、役者2名、作家2名が在籍している。

## 概要
- 2000年、思い出作りのつもりで一度だけの公演のために結成。
- 2005年、再び活動を始める。
- 2009年、Pete's Parkingと共同製作にて劇作家・後藤ひろひと作の『姫が愛したダニ小僧』を上演。
- 2010年、劇団結成10周年。伊藤誠と共同製作にて映画『女色 -めいろ-』を製作。
- 2011年、「第2回せんがわ劇場演劇コンクール」にてFC東京をテーマにした舞台「You'll Never Walk Alone」でオーディエンス賞とグランプリをW受賞。

## 特徴
- “大人になりきれない大人たち”をテーマに、劇団の名前の通り青春を描いている。
- 笑いの中にも人物の繊細な感情を描き、泣き笑いさせる舞台作りに定評がある。
- 現在は「全員で作・演出」というスタイルで舞台作りをしている。
- 代表の松本、役者の大野、加賀美、作家の高桑は同じ東京都立駒場高校の演劇部の先輩後輩関係にあたる。
- 2名の作家も出演することがある。

## 主なメンバー
- 松本悠（代表、総合演出）
- 大野ユウジ（役者）
- 加賀美秀明（役者）
- 高桑恭彦（作家）
- 田中和次朗（作家）

## 以前所属していたメンバー
- 本折智史（役者）
- 小門真也（役者）

## 演劇公演

### 本公演
- 第1回公演「もろびとこぞりて」
- 第2回公演「RAINBOW」
- 第3回公演「静かの海」
- 第4回公演「もろびとこぞりて」（再演）
- 第5回公演「free way」
- 第6回公演「晩秋事情」
- 第7回公演「闘え！マイティくん！！！」
- 第8回公演「ロボと暮らせば」
- 第9回公演「静かの海」（再演）
- 第10回公演「SINGLES」
- 第11回公演「パンザマスト」
- 第12回公演「NO GOAL -HOMELESS WORLDCUP-」

### 番外公演
- 青春事情 Presents「THE SHORT BLUES」
- Mrs.fictions Presents「15minutes made vol.4」
- Pete'sParking × 青春事情 Presents「姫が愛したダニ小僧」
- 「You'll Never Walk Alone」（2011年第2回せんがわ劇場演劇コンクール出場作品）
- 「青春ポチョムキンＺ」（A-1グランプリ出場作品）

## 映画
- 「女色 -めいろ-」（伊藤誠 (映画監督)と共同製作）

## 賞歴
- 「You'll Never Walk Alone」（2011年第2回せんがわ劇場演劇コンクール オーディエンス賞・グランプリ W受賞）
- 「青春ポチョムキンＺ」（2012年A-1グランプリ準優勝）